# Pierre Labrèche
Pour les articles homonymes, voir Labrèche.
Pierre Labrèche est un conteur québécois, né à Lyon en France. Pendant 30 ans, il exerce le métier de facteur à Amos, Vancouver et Rouyn-Noranda. Au fil de sa route naissent des histoires inspirées de son métier et c’est en 2003 qu’il fait le saut dans l’univers du conte.

## Biographie
Diplômé de l’Université du Québec à Montréal, il détient un certificat en science de l’environnement, un baccalauréat en animation et recherches culturelles ainsi qu'une maîtrise en géographie. Son métier de facteur met aussi son intérêt pour la géographie, le territoire et l’Abitibi-Témiscamingue inspirent son travail de création,,,.
Depuis 2003, il participe à différents festivals et événements de contes au Québec, en Belgique et en France. Il a notamment fait partie de la programmation du Festival interculturel du conte de Montréal, du Festival international Contes en iles des Îles-de-la-Madeleine, du Festival de contes et légendes en Abitibi-Témiscamingue,, du festival Le Rendez-vous des Grandes Gueules de Trois-Pistoles, du Festival Interculturel de la Lièvre, de La marche des conteurs (France), de La nuit du Conte de Thoiras (France), et du Festival du Conte de Chiny. En 2006, il remporte le concours de la meilleure menterie au festival de contes De Bouche à Oreille de Montréal , ainsi qu’aux Rendez-vous des Grandes Gueules de Trois-Pistoles.
En 2018, le Festival de contes et légendes en Abitibi-Témiscamingue lui propose une résidence de création jumelant conteur allochtone et autochtone. Avec l’artiste crie Virginia Pesemapeo Bordeleau comme mentor, il écrit le spectacle Okikeska.
En 2019, il publie son premier livre de conte nommé Homme de lettres - Chroniques d’un facteur-conteur,.
En 2020, son projet Comme une main tendue est retenu à l’unanimité par le jury du Regroupement du conte au Québec pour la 7e résidence de création organisée en collaboration avec le Conseil des arts et des lettres du Québec et le conteur Fred Pellerin,,.

## Implications culturelles
En parallèle, Pierre Labrèche s’investit dans l’organisation d'événements culturels en Abitibi-Témiscamingue. En 2009, il se joint à La Pariole, un organisme culturel La Mottois. Dès lors, il coorganise et anime le Show de La Motte, ainsi que Les copains d’abord, deux spectacles annuels présentés au Centre communautaire de La Motte,. En 2017, son implication en culture lui vaut d’être parmi les finalistes du Prix Travailleur de l’ombre des Prix d’excellence en arts et culture du Conseil de la culture de l’Abitibi-Témiscamingue. Pour les Fêtes du 100e d'Amos, il participe à la production de douze capsules historiques à titre de narrateur-conteur,,.
En 2019, il est finaliste au Prix Coup de cœur des Prix d’excellence en arts et culture du Conseil de la culture de l’Abitibi-Témiscamingue. En 2020, il remporte le Prix du public et en 2023, il est finaliste pour le Prix du Conseil des arts et lettres du Québec pour Artiste de l’année en Abitibi-Témiscamingue. Pierre Labrèche est membre du Regroupement du conte au Québec  et fait partie du répertoire culture-éducation. Il est boursier à quatre reprises (2007, 2018, 2020 et 2024) du Conseil des arts et des lettres du Québec,.

## Spectacles de conte
- 2021: Homme de lettres, l’espace-temps d’un pas
- 2019: Dans la Grande Ourse [7]
- 2018: Okikeska [3],[4]
- 2018: Ballade contée historique La chanson trop longue[35],[36]
- 2016: Entre broche à foin et se tenir à carreau [37]
- 2013: Contes et légendes de Noël
- 2009: Et ton grand-père? (avec Serge Valentin) [38]
- 2009: Légendes et les gens d’Abitibi [13],[39]
- 2006: Détours dans mon sac: Les histoires d’un facteur de contes [40],[41],[42]

## Publications

### Livre
- Homme de lettres - Chroniques d’un facteur-conteur [43] (Illustations Annie Boulanger), Éditions En Marge [44], 2019

### Textes publiés
- Valère Richard, Contes, légendes et récits de l’Abitibi-Témiscamingue[45], Éditions Trois-Pistoles , 2012
- Greta, Amos littéraire, un parfum de centenaire[46],[47], Éditions du Quartz, 2014

## Prix, bourses et résidences de création
- 2024: Bourse du Conseil des arts et lettres du Québec, bourse en recherche et développement sur la place des grands-pères dans le conte et l’univers social [48]
- 2023: Finaliste Prix du Conseil des arts et lettres du Québec - Artiste de l’année en Abitibi-Témiscamingue [49]
- 2022: Prix Coup de coeur pour le spectacle Hommes de lettres, l’espace-temps d’un pas, Soirée des prix reconnaissance Thérèse-Pagé de la Commission culturelle territoriale de la MRC Abitibi [50],[51]
- 2020: Prix du public - Prix d’excellence en arts et culture du Conseil de la culture de l’Abitibi-Témiscamingue [52],[53]
- 2020: Résidence de création du Regroupement du conte au Québec accompagnée d’une bourse du Conseil des arts et des lettres du Québec [19],[20]
- 2020: Bourse du Conseil des arts et lettres du Québec, bourse en mobilité obtenue pour la présentation du spectacle Homme de lettres, l’espace-temps d’un pas [33]
- 2018: Bourse du Conseil des Arts et lettres du Québec, bourse de création obtenue pour l’écriture du livre Homme de lettres, les chroniques d’un facteur-conteur [34]
- 2018: Résidence de création du Festival de contes et légendes en Abitibi-Témiscamingue pour l’écriture d’Okikeska [6]
- 2007: Premier prix du concours de la meilleure menterie du Rendez-vous des Grande gueules de Trois-Pistoles[17]
- 2007: Bourse du Conseil des Arts et lettres du Québec, bourse de création obtenue pour l’écriture de contes sur l'agriculture
- 2006: Premier prix du concours de la meilleure menterie du festival De Bouche à Oreille[16],[15]